# Голохвастов, Дмитрий Павлович
Дмитрий Павлович Голохвастов (1796—1849) — русский писатель, историк, археограф, тайный советник (1849), попечитель Московского университета (с 1847). Двоюродный брат А. И. Герцена, отец славянофила П. Д. Голохвастова, владелец подмосковной усадьбы Покровское-Рубцово.

## Биография

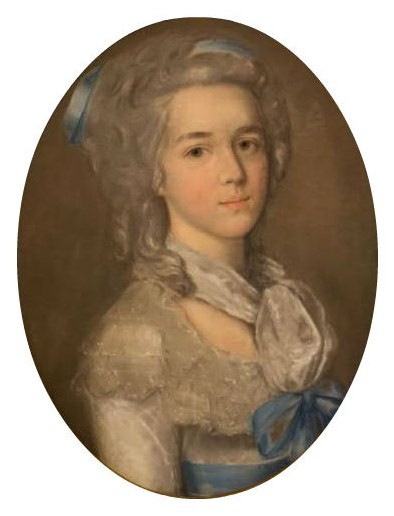
Елизавета Алексеевна

Представитель старшей ветви дворянского рода Голохвастовых. Сын  действительного статского советника Павла Ивановича Голохвастова (ум. 1812) от второго брака с Елизаветой Алексеевной Яковлевой (1763—1822). Родился в Москве, 19 октября 1794 года, крестили 26 октября в церкви Иоанна Богослова, что в Бронной Никитского сорока. Крестными родителями были бригадир Алексей Иванович Голохвастов и княжна Анна Борисовна Мещерская.
Образование получил дома под руководством профессоров Московского университета. С 1811 года начал службу в Московском архиве коллегии иностранных дел. В 1817 году сдал кандидатский экзамен в Московском университете, что давало право на чин коллежского асессора.
После смерти отца в 1822 году Дмитрий Павлович получил Покровское-Рубцово с окрестными деревнями — 660 десятин земли и 254 душ крестьян.
С 9 ноября 1831 года по 1847 год Дмитрий Павлович Голохвастов работал в Москве помощником попечителя Московского учебного округа, который с 1830 по 1835 год возглавлял князь С. М. Голицын, а с 1835 по 1847 год — граф С. Г. Строганов. Неоднократно «по отсутствии попечителя» управлял Московским учебным округом. В начале 1830-х годов деятельно занимался опекой над студентами, контролировал чтение лекций, председательствовал на выпускных экзаменах (показательно высказанное им тогда же желание председательствовать в Правлении и Совете Московского университета). По выражению С. М. Соловьёва, фигура Голохвастова в университете «выражала спесь, натянутость, форменность; это была фигура красивого, рисующегося квартального, который понимает своё высокое значение на публичном гулянии перед толпою черни». Возглавлял комитет по созданию при университете общежития для своекоштных студентов, чтобы подчинить их общему с казёнокоштными студентами контролю и дисциплине. Его работа в результате вылилась в идею строительства нового учебного здания Московского университета. Руководил учреждённым для этого Строительным комитетом (1833—1837).
С 1842 по 1845 годы одновременно являлся вице-президентом Московской медико-хирургической академии.
По сообщению С. М. Соловьёва, Голохвастов был известен своим конским заводом; на бегах славилась его великолепная лошадь Бычок, и вот из университетских стен явилась эпиграмма:

Вместо Шеллингов и Астов
И Пегаса-старичка,
Дмитрий Павлыч Голохвастов
Объезжает нам Бычка.— Мои записки для детей моих, а если можно, и для других
Голохвостов занимался русской историей и напечатал в «Москвитянине» несколько статей, появившихся впоследствии отдельными изданиями: «Замечания об осаде Троицкой лавры» (1842), «Голос в защиту русского языка» (1845). Впервые издал «Домострой» (в 1-й книге «Временника») и «Акты о Голохвастовых» (в «Чтениях», год 3-й, кн. III).
Назначен (13.11.1847) попечителем Московского учебного округа, заняв это место после вынужденной отставки Строганова. В университетской среде назначение Голохвастова восприняли негативно, сожалея об уходе Строганова (Голохвастов получил указание предотвращать любые «общественные манифестации» по этому поводу и даже требовал ареста студентов, подготовивших прощальный адрес для Строганова). Политика Голохвастова в университете выражала новые правительственные веяния в связи с наступлением т. н. «мрачного семилетия».
Д. П. Голохвастов — председатель Московского цензурного комитета и президент Московского общества испытателей природы (1847—1849). На заседании цензурного комитета 12 декабря 1841 года потребовал от Гоголя сменить название поэмы «Мёртвые души»: «Нет, этого я никогда не позволю: душа бывает бессмертна; мертвой души не может быть, автор вооружается против бессмертья!».
По словам Б. Н. Чичерина, окончившего университет в 1849 году, Голохвастов «при других условиях мог быть недурным попечителем и со временем, при ближайшем знакомстве, приобрести любовь и уважение подинённых. На его беду он явился в университет представителем новых заведённых в нём порядков».
Вызванный в апреле 1849 в Санкт-Петербург, Голохвастов получил от императора Николая I личные указания, которыми должно руководствоваться начальство в общении с учащимися: какой следует требовать наружный вид, как опасно для обучения отступление от установленной формы и выправки и какую опеку следует вести над жизнью студентов, «заменяя им родителей и родных». Однако уже в июле 1849 по состоянию здоровья подал в отставку и вскоре скончался. За месяц до смерти был избран почётным членом Московского университета.

## Семья
Жена — Надежда Владимировна Новосильцева (1817–1858, Франция), дочь Новосильцева Владимира Григорьевича (1790—1827), участника Отечественной войны 1812 года и Евдокии Александровны (урожд. Новиковой; 1795—ок.1836), сестра Н.В.Новосильцевой и С.В.Энгельгардт.
Дети:
- Павел (1838—1892)
- Дмитрий (1839—?), коллежский секретарь, земской деятель, предводитель дворянства Звенигородского уезда Московской губернии
- Елизавета (1841—1909). Ее муж — А.А.Лопухин.
- Александр (1843—?).